# California State Route 125
California State Route 125 (kurz CA-125) ist eine State Route im US-Bundesstaat Kalifornien, die in Nord-Süd-Richtung verläuft.
Der Highway beginnt an der California State Route 905 in Otay Mesa und endet in Santee an der California State Route 52. Im November 2007 wurde der vierte Abschnitt der State Route fertiggestellt. Dadurch kann nun eine neue Strecke zwischen Otay Mesa und Chula Vista befahren werden. Vor der Fertigstellung begann die CA-125 an der California State Route 54.

## Verlauf
Die CA-125 beginnt in San Ysidro an der California State Route 11 () und der California State Route 905 (). Von dort aus verläuft sie östlich von Chula Vista, bis sie die California State Route 54 () trifft. Die California State Route 54 () verläuft dann zusammen mit der CA-125 für 1,5 km (0,9 mi). In La Mesa trifft sie dann auf die California State Route 94 () und die Interstate 8 (). Nach den letzten 6,9 km (4,3 mi) trifft sie dann auf die California State Route 52 ().

## Weblinks

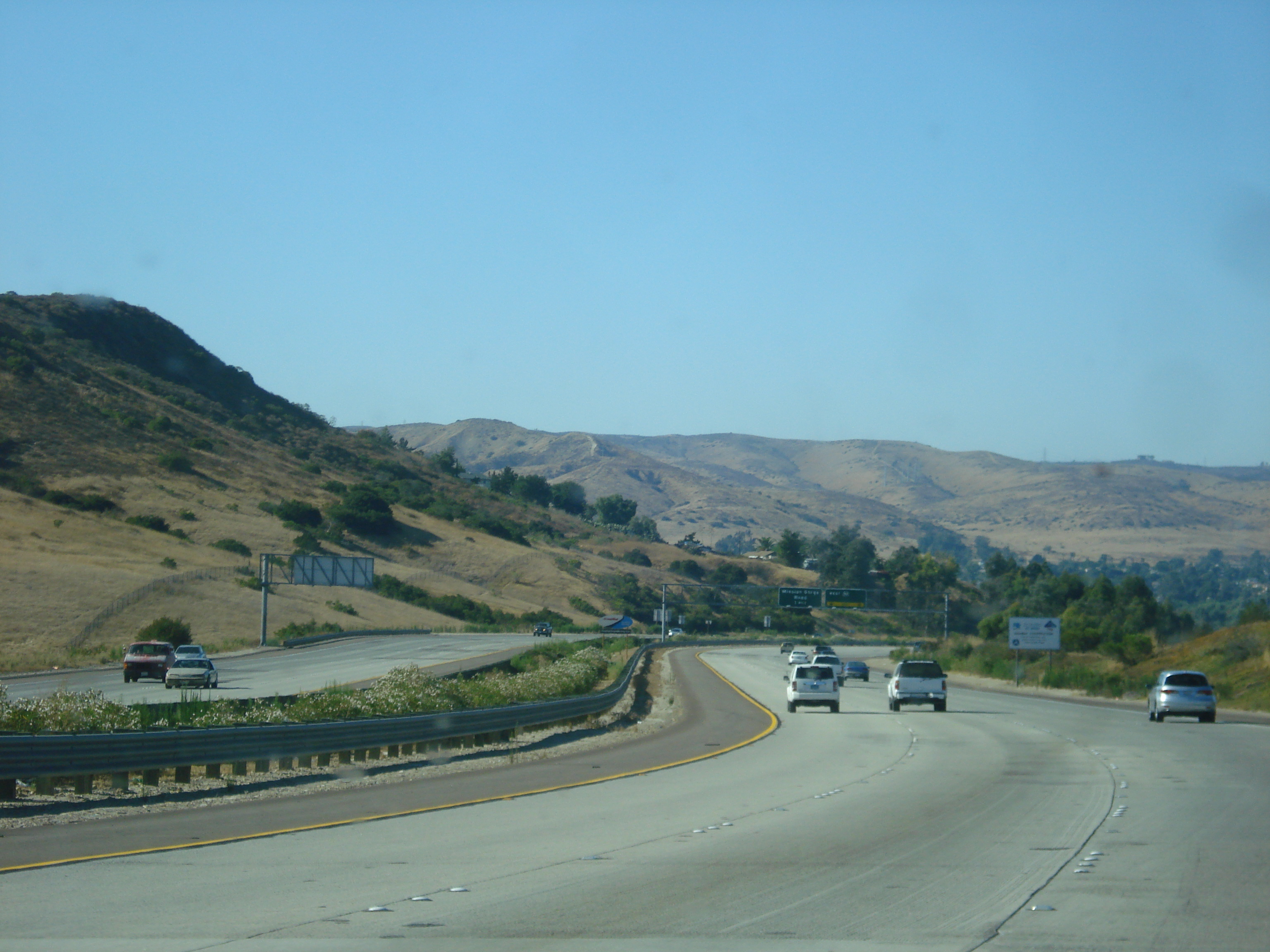
California State Route bei Santee

### Liste der Nebenrouten der CA-125
| County:          | Kilometer/Meile:  | Nebenroute: | Name der Route:               |
| ---------------- | ----------------- | ----------- | ----------------------------- |
| San Diego County | 0,0 km / 0,0 mi   | und         | Otay Mesa Freeway             |
| San Diego County | 17,3 km / 10,8 mi | S54         | Filipino American Highway     |
| San Diego County | 19,0 km / 11,8 mi | S54         |                               |
| San Diego County | 21,4 km / 15,1 mi | S94         | Martin Luther King Jr Freeway |
| San Diego County | 27,8 km / 17,3 mi | I8          | Kumeyaay Highway              |
| San Diego County | 34,6 km / 21,5 mi | S52         | San Clemente Canyon Freeway   |